# Cormani, Secureni
Cormani (în ucraineană Кормань, transliterat: Korman) este un sat reședință de comună în raionul Secureni din regiunea Cernăuți (Ucraina). Are 959 locuitori, preponderent ucraineni. 
Satul este situat la o altitudine de 239 metri, în partea de nord a raionului Secureni, pe malul drept al râului Nistru, la o distanță de 40 km nord-vest de centrul raional, Secureni.

## Istorie
Localitatea Cormani a făcut parte încă de la înființare din Ținutul Hotinului a regiunii istorice Basarabia a Principatului Moldovei, fiind menționat documentar pentru prima dată în anul 1772. 
Prin Tratatul de pace de la București, semnat pe 16/28 mai 1812, între Imperiul Rus și Imperiul Otoman, la încheierea războiului ruso-turc din 1806 – 1812, Rusia a ocupat teritoriul de est al Moldovei dintre Prut și Nistru, pe care l-a alăturat Ținutului Hotin și Basarabiei/Bugeacului luate de la Turci, denumind ansamblul Basarabia (în 1813) și transformându-l într-o gubernie împărțită în zece ținuturi (Hotin, Soroca, Bălți, Orhei, Lăpușna, Tighina, Cahul, Bolgrad, Chilia și Cetatea Albă, capitala guberniei fiind stabilită la Chișinău). 
La începutul secolului al XIX-lea, conform recensământului efectuat de către autoritățile țariste în anul 1817, satul Cormani făcea parte din Ocolul Nistrului de jos a Ținutului Hotin . În anul 1915 a fost construită aici o biserică de lemn, pe ruinele alteia mai vechi . 
După Unirea Basarabiei cu România la 27 martie 1918, satul Cormani a făcut parte din componența României, în Plasa Secureni a județului Hotin. Pe atunci, majoritatea populației era formată din ucraineni. 
Ca urmare a Pactului Ribbentrop-Molotov (1939), Basarabia, Bucovina de Nord și Ținutul Herța au fost anexate de către URSS la 28 iunie 1940. După ce Basarabia a fost ocupată de sovietici, Stalin a dezmembrat-o în trei părți. Astfel, la 2 august 1940, a fost înființată RSS Moldovenească, iar părțile de sud (județele românești Cetatea Albă și Ismail) și de nord (județul Hotin) ale Basarabiei, precum și nordul Bucovinei și Ținutul Herța au fost alipite RSS Ucrainene. La 7 august 1940, a fost creată regiunea Cernăuți, prin alipirea părții de nord a Bucovinei cu Ținutul Herța și cu cea mai mare parte a județului Hotin din Basarabia .
În perioada 1941-1944, toate teritoriile anexate anterior de URSS au reintrat în componența României. Apoi, cele trei teritorii au fost reocupate de către URSS în anul 1944 și integrate în componența RSS Ucrainene, conform organizării teritoriale făcute de Stalin după anexarea din 1940, când Basarabia a fost ruptă în trei părți.
În anii '80 ai secolului al XX-lea, localitatea a fost inundată de apele Nistrului, iar casele au fost relocate în case noi, construite pe un deal înconjurat de pădure.  
Începând din anul 1991, satul Cormani face parte din raionul Secureni al regiunii Cernăuți din cadrul Ucrainei independente. Conform recensământului din 1989, numărul locuitorilor care s-au declarat români plus moldoveni era de 4 (0+4), reprezentând 0,46% din populație . În prezent, satul are 959 locuitori, preponderent ucraineni.
Localnicii se ocupă cu pescuitul, aici putând fi prinse exemplare de somn, știucă, biban, crap, caras și altele. Aici este și un teren de campare și căsuțe pentru relaxarea turiștilor. În pădurea din apropiere cresc din abundență ciuperci, zmeură, căpșuni, cireșe și fructe cu coajă.

## Demografie
Componența lingvistică a comunei Cormani
     Ucraineană (98,85%)
     Alte limbi (1,05%)
Conform recensământului din 2001, majoritatea populației comunei Cormani era vorbitoare de ucraineană (98,85%), existând în minoritate și vorbitori de alte limbi.
1930: 2.085 (recensământ)
1989: 867 (recensământ)
2007: 959 (estimare)